# Distretto di Hajdúnánás
Il distretto di Hajdúnánás (in ungherese Hajdúnánási járás) è un distretto dell'Ungheria, situato nella provincia di Hajdú-Bihar.